# Korendijk

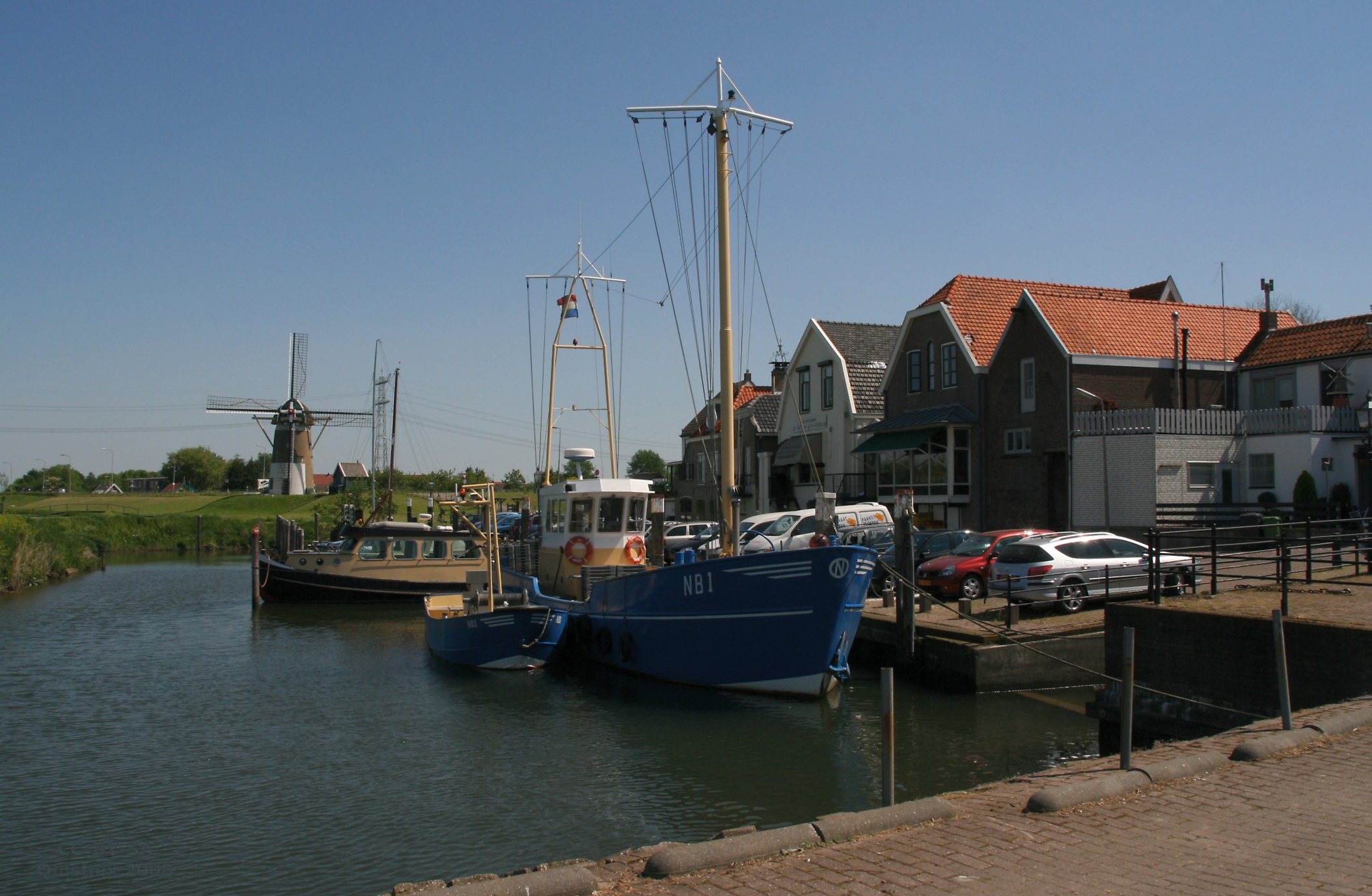
Nieuw-Beijerland – Hafen

Korendijk (anhörenⓘ) war eine Gemeinde in den Niederlanden, Provinz Südholland. Auf einer Gesamtfläche von etwa 100,5 km² hatte sie am 30. September 2018 11.247 Einwohner. Sie wurde zum 1. Januar 2019 mit den Kommunen Cromstrijen, Binnenmaas, Oud-Beijerland sowie Strijen zur neuen Gemeinde Hoeksche Waard zusammengelegt.

## Lage und Wirtschaft
Die Gemeinde bildet den Westen der Insel Hoeksche Waard, südwestlich von Rotterdam. Auch die Insel Tiengemeten gehört zu Korendijk.
Sie ist über die Autobahn Rotterdam – Bergen op Zoom / Roosendaal erreichbar; der nächste Bahnhof ist im 20–25 km entfernten Rotterdam. Ein Fluss namens Spui, über welche es keine Brücken und nur eine Fähre gibt, die mehrmals täglich fährt, trennt Korendijk vom nördlichen Nachbarn Spijkenisse.
Die Gemeinde wird im Süden durch das Haringvliet begrenzt.
Korendijk ist wirtschaftlich von der Landwirtschaft abhängig. Aber viele der Einwohner pendeln zu ihren Jobs in Rotterdam und Umgebung. Korendijk ist ein Zentrum der orthodox-calvinistischen Protestanten und Teil des niederländischen Bibelgürtels.

## Geschichte
Mitte des 13. Jahrhunderts entstand das Dorf Goudswaard. Nach der Flutkatastrophe vom 18. November 1421 wurde ein Deich, der Corendijk, gebaut. Der Polder wurde 1559 vergrößert, als Lamoral Graf von Egmont das Gebiet erwarb und eindeichen ließ. Es entstanden die nach seiner Ehefrau Sabine von Bayern genannten Beijerlande. Die Insel Tiengemeten diente etwa von 1750 bis 1850 als Quarantänebereich für Einfuhrwaren aus Niederländisch-Indien. Die Flutkatastrophe vom 1. Februar 1953 führte zur Eindämmung des Haringvliets. Tiengemeten wurde 1997 zum Naturgebiet (Wetland) erklärt und evakuiert.

## Sehenswürdigkeiten
- Die Insel Tiengemeten kann unter der Führung durch Mitarbeiter der Eigentümerin, der Vereinigung „Naturmonumente“, nach Voranmeldung besucht werden. Sie soll als Naturgebiet noch weiterentwickelt werden.
- das Vogelreservat und Schilf- und Binsengebiet Korendijkse Slikken.
- eine Radtour durch die Gemeinde, über schmale Deiche, ist empfehlenswert. Man sieht schöne alte Bauernhöfe und Windmühlen in einer malerischen, typisch holländischen Landschaft.
- alle Dörfer besitzen eine schöne Dorfkirche, meist aus dem 17. Jahrhundert.

## Politik

### Fusion
Die Gemeinden Binnenmaas, Cromstrijen, Korendijk, Oud-Beijerland und Strijen wurden zum 1. Januar 2019 zu einer neuen Gemeinde mit dem Namen Hoeksche Waard zusammengeschlossen.

### Sitzverteilung im Gemeinderat
Die Kommunalwahlen vom 19. März 2014 ergaben folgende Sitzverteilung:
| Partei           | Sitze | Sitze | Sitze | Sitze |
| Partei           | 2002  | 2006  | 2010  | 2014  |
| ---------------- | ----- | ----- | ----- | ----- |
| SGP              | 4     | 4     | 4     | 4     |
| Gemeentebelangen | 3     | 2     | 2     | 3     |
| CDA              | 3     | 3     | 3     | 3     |
| VVD              | 3     | 3     | 3     | 2     |
| PvdA             | 2     | 3     | 2     | 1     |
| GroenLinks       | —     | —     | 1     | 1     |
| D66              | —     | —     | —     | 1     |
| Gesamt           | 15    | 15    | 15    | 15    |

Aufgrund der Fusion zum 1. Januar 2019 fanden die Wahlen für den Rat der neuen Gemeinde Hoeksche Waard am 21. November 2018 statt.

### Bürgermeister
Vom 1. Februar 2013 bis 31. Dezember 2018 war Servaas Stoop (SGP) amtierender Bürgermeister der Gemeinde. Zu seinem Kollegium zählten die Beigeordneten Paul Boogaard (CDA), Gerard den Boer (SGP) sowie der kommissarische Gemeindesekretär Kees Blaak.

### Politische Gliederung
Die Gemeinde wurde in folgende Ortsteile aufgeteilt:
| Nr.      | Ort              | Einwohner |
| -------- | ---------------- | --------- |
| 00       | Nieuw-Beijerland | 3.765     |
| 01       | Piershil         | 1.725     |
| 02       | Goudswaard       | 1.985     |
| 03       | Zuid-Beijerland  | 3.480     |
| Gemeinde | Gemeinde         | 10.959    |

1. ↑  Bezirksnummer
2. ↑  (Stand: 1. Januar 2017)